# Toendra van Noorwegen, Zweden en Finland
De toendra van Noorwegen, Zweden en Finland is een WWF-ecoregio. Het gebied is in de noordelijke gebieden en op grotere hoogte boomloos, maar er zijn ook stukken berkenwoud of naaldwoud.
De berglemming (Lemmus lemmus) is als endemisch zoogdier kenmerkend voor deze regio.

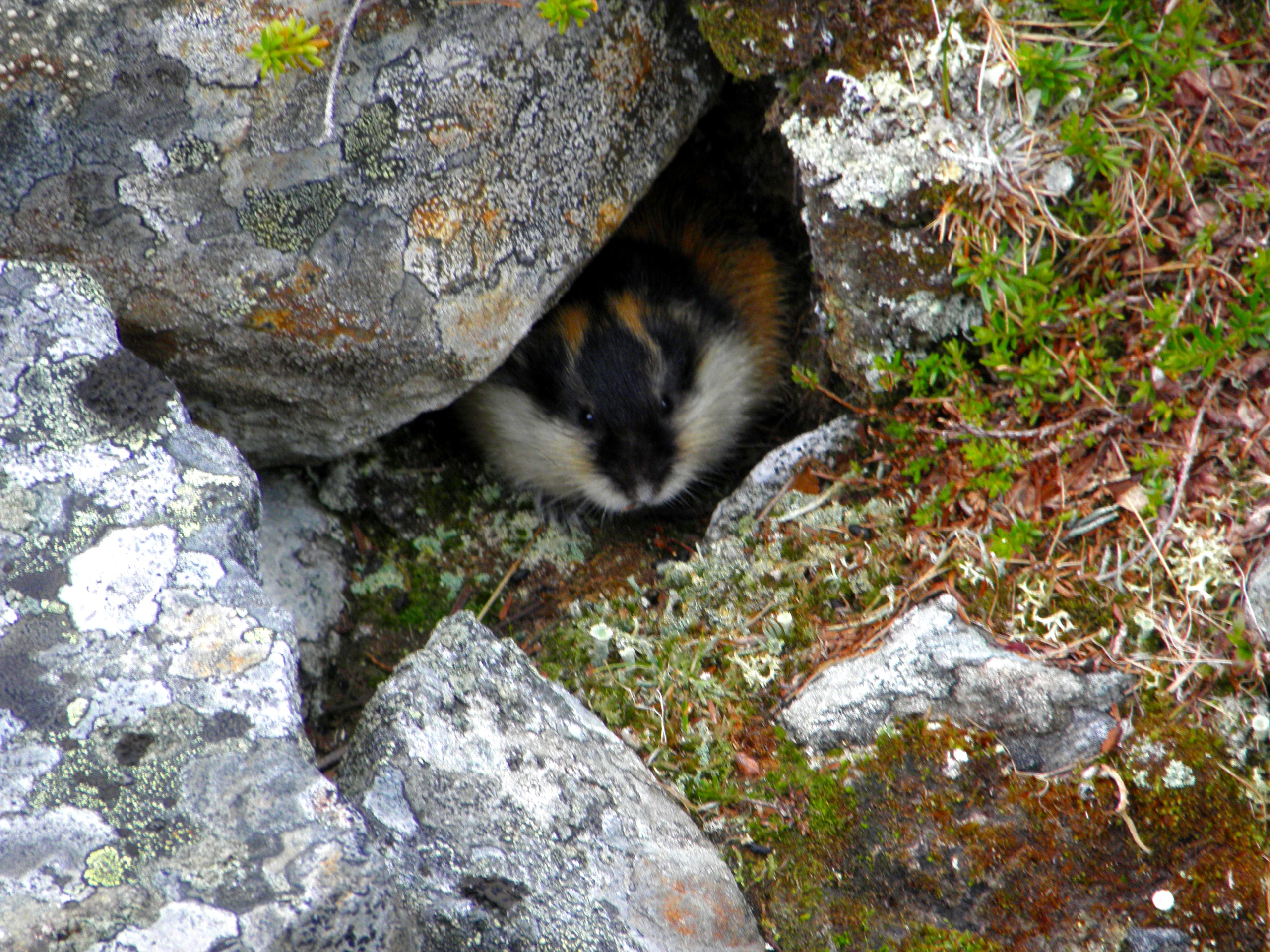
Berglemming in Noord-Zweden